# Belford
Belford és una concentració de població designada pel cens dels Estats Units a l'estat de Nova Jersey. Segons el cens del 2000 tenia 1.340 habitants.

## Demografia
Segons el cens del 2000, Belford tenia 1.340 habitants, 436 habitatges, i 374 famílies. La densitat de població era de 407,4 habitants/km².
Dels 436 habitatges en un 42% hi vivien nens de menys de 18 anys, en un 69,5% hi vivien parelles casades, en un 11,7% dones solteres, i en un 14,2% no eren unitats familiars. En el 10,1% dels habitatges hi vivien persones soles el 3,7% de les quals corresponia a persones de 65 anys o més que vivien soles. El nombre mitjà de persones vivint en cada habitatge era de 3,06 i el nombre mitjà de persones que vivien en cada família era de 3,29.
Per edats la població es repartia de la següent manera: un 27,2% tenia menys de 18 anys, un 6,8% entre 18 i 24, un 34,4% entre 25 i 44, un 22,8% de 45 a 60 i un 8,9% 65 anys o més.
L'edat mediana era de 36 anys. Per cada 100 dones de 18 o més anys hi havia 95,6 homes.
La renda mediana per habitatge era de 66.964 $ i la renda mediana per família de 70.583 $. Els homes tenien una renda mediana de 51.830 $ mentre que les dones 35.052 $. La renda per capita de la població era de 25.412 $. Aproximadament l'1,3% de les famílies i el 3,2% de la població estaven per davall del llindar de pobresa.

## Poblacions més properes
El següent diagrama mostra les poblacions més properes.